# Кибальников Михайло Олександрович
Михайло Олександрович Кибальников — полковник ЗСУ. Лицар ордену Богдана Хмельницького ІІІ ступеня

## Життєпис
В 2010-му році служив командиром взводу в 30 ОМБр в званні старший лейтенант.
В 2016—2019 роках служив заступником командира батальйону в 30 ОМБр